# District de Yaodu
Le district de Yaodu (尧都区 ; pinyin : Yáodū Qū) est une subdivision administrative de la province du Shanxi en Chine. Il est placé sous la juridiction de la ville-préfecture de Linfen.